# Епархия Патус-ди-Минаса
Епархия Патус-ди-Минаса (лат. Dioecesis Patensis) — епархия Римско-Католической церкви с центром в городе Патус-ди-Минас, Бразилия. Епархия Патус-ди-Минаса входит в митрополию Уберабы. Кафедральным собором епархии Патус-ди-Минаса является церковь святого Антония Падуанского.

## История
5 апреля 1955 года Римский папа Пий XII, которой учредил епархию Патус-ди-Минаса, выделив её из apxиепархии Уберабы.

## Ординарии епархии
- епископ José André Coimbra (1955—1968)
- епископ Jorge Scarso (1968—1992)
- епископ João Bosco Oliver de Faria (1992—2007)
- епископ Cláudio Nori Sturm (2008 — по настоящее время)

## Источник
- Annuario Pontificio, Ватикан, 2007